# Tautvydas Kopustas
Tautvydas Kopustas (1995) es un deportista lituano que compite en triatlón. Ganó una medalla de bronce en el Campeonato Africano de Triatlón de 2018.

## Palmarés internacional
| Campeonato Africano | Campeonato Africano | Campeonato Africano | Campeonato Africano |
| Año                 | Lugar               | Medalla             | Prueba              |
| ------------------- | ------------------- | ------------------- | ------------------- |
| 2018                | Rabat (Marruecos)   | Medalla de bronce   | Individual          |

1. ↑  En algunas ediciones del Campeonato Africano se permitió la participación de triatletas de otros continentes.